# Synoecnema hirsutum
Synoecnema hirsutum is een rondwormensoort uit de familie van de Ungellidae. De wetenschappelijke naam van de soort is voor het eerst geldig gepubliceerd in 1959 door Timm.